# Neillia jinggangshanensis
Neillia jinggangshanensis är en rosväxtart som beskrevs av Zhi Xiong Yu. Neillia jinggangshanensis ingår i släktet klockspireor, och familjen rosväxter. Inga underarter finns listade i Catalogue of Life.